# Kontostéphanos
 (décembre 2024).
Les Kontostéphanos (en grec byzantin : Κοντοστέφανος), au féminin Kontostéphanina sont une famille de l'aristocratie byzantine entre le Xe siècle et le XVe siècle. Elle est particulièrement influente au XIIe siècle grâce à ses mariages avec la famille régnante des Comnènes.

## Histoire
Le premier membre connu de cette famille est Etienne Kontostéphanos qui sert comme domestique des Scholes d'Occident sous Basile II (976-1025). Il est surnommé Kontostéphanos (petit Etienne) en raison de sa taille. Il est largement responsable de la défaite des Byzantins lors de la bataille des Portes de Trajan contre le Premier Empire bulgare puis est impliqué dans des intrigues palatines contre l'empereur, qui le punit en retour. 

### Apogée sous les Comnènes
Les Kontostéphanos disparaissent jusqu'en 1080, quand Isaac Kontostéphanos est capturé par les Seldjoukides. Il a alors la dignité de pansébastos sebastos et est actif sous le règne d'Alexis Ier Comnène (1081-1118), jusqu'à ce que sa nomination comme amiral (thalassokrator) soit refusée en 1107-1108. La branche des Kontostéphanos issue d'Isaac gagne en importance au sein de l'Empire, grâce à des mariages avec les Comnènes, les Doukas, les Anges et d'autres grandes familles. La plupart de ses représentants sont des généraux ou des amiraux et ne prennent pas part aux affaires culturelles de l'Empire. Le frère d'Isaac, Etienne Kontostéphanos, n'apparaît qu'à l'occasion du synode des Blachernes de 1095.
Le fils d'Isaac, le panhypersébaste Étienne Kontostéphanos, épouse Anne Comnène, la deuxième fille de l'empereur Jean II Comnène (1118-1143). Il devient mégaduc et est tué lors du siège de Corfou en 1149. Un autre fils d'Isaac, Andronic, épouse Théodora, une fille d'Adrien Comnène, le fils d'Isaac Comnène (frère d'Alexis Ier). Il dirige la campagne contre Raymond d'Antioche en 1144 et prend part à l'expédition lancée par Manuel Ier Comnène au sud de l'Italie en 1156. Enfin, Jean Kontostéphanos, troisième fils d'Isaac, devient mégaduc sous Isaac II Ange en 1186, tandis qu'Alexis Kontostéphanos, doux de Dyrrachium en 1140, est peut-être un autre enfant d'Isaac.
Andronic a eu plusieurs enfants : le pansebastos sebastos Jean, attesté dans les synodes de 1157 et 1166, Alexis et au moins deux autres enfants anonymes. Jean Kontostéphanos a lui-même trois enfants aux identités inconnues, mentionnés dans une monodie de Constantin Manassès. Le frère d'Andronic, Alexis, a plusieurs enfants dont un seul est connu : Andronic, qui épouse la première fille d'Alexis III Ange (1195-1203). Quant à Etienne Kontostéphanos, il a trois fils, Jean, doux de Thessalonique en 1162, Alexis, un général actif lors des guerres de Manuel Ier en Hongrie avant de devenir gouverneur de la Crète en 1167 et Andronic, qui devient mégaduc. Etienne a aussi une fille, Irène, qui épouse Nicéphore Bryenne. La suite de l'arbre généalogique est assez bien connu. Jean Kontostéphanos a un fils, Etienne, doux de la Crète en 1193 et un autre fils, lui aussi prénommé Jean, seulement connu au travers d'un sceau. Andronic a cinq fils, dont les noms sont inconnus. Leur existence n'est que mentionnée à l'occasion de la conspiration menée par Andronic contre Andronic Ier Comnène en 1182.
Etienne, le frère d'Isaac, est peut-être le père de Théodore Kontostéphanos, un général de Manuel Ier qui meurt lors de la campagne contre les Arméniens de Cilicie en 1152. D'autres représentants des Kontostéphanos sont connus, sans que soit précisé leurs liens avec Isaac et ses descendants. Ainsi, un curopalate, Michel Kontostéphanos, est connu au travers d'un sceau à une époque contemporaine de celle d'Isaac. Un Nicéphore Kontostéphanos est un gambros (lié par le mariage) d'Alexis III et doux de Crète en 1197 avant d'être élevé au rang de sébastokrator. Un panstratarque Kontostéphanos (prénom inconnu) et une Eudocie Kontostéphanina sont connus par des sceaux datés du XIIe siècle.

### Membres plus tardifs
Après l'éclatement de l'Empire byzantin en 1204 à la suite de la quatrième croisade, les Kontostéphanos perdent en influence, même s'ils restent des membres de l'aristocratie, apparaissant comme propriétaires terriens et continuant d'occuper des fonctions impériales.
Le protosébaste Théodore Kontostéphanos sert comme général sous Jean III Doukas Vatatzès (1222-1254) et un Kontostéphanos commande la forteresse de Garella au cours de la guerre civile de 1341-1347, lorsqu'elle est prise par Jean VI Cantacuzène en 1343. Un Georges Kontostéphanos est connu comme propriétaire terrien à Melenikon en 1309, lorsqu'il confère des terres au monastère de Zographou. Un Démétris Comnène Kontostéphanos vend une demeure à Constantinople à Marie Paléologue et épouse Théodora Doukas Akropolitès, tandis qu'un membre anonyme détient d'importantes propriétés à Lemnos vers 1435/1444. Un Dionysios Kontostéphanos est mentionné comme moine vers 1365 et un Jean Kontostéphanos travaille comme précepteur, probablement à Constantinople, en 1358. Un Kaballarios Kontostéphanos détient des propriétés dans cette même ville en 1400 et un Nicolas Kontostéphanos y vit à la même période. Un Stylianos Kontostéphanos, son fils, Lambertos et les enfants de celui-ci, Tzovia et Stellio, sont mentionnés à Chypre entre 1398 et 1405. Le dernier membre connu est un érudit du nom de Phlamoulès, vers 1413/1416.